# Umm Qirfa
Umm Qirfa fue una honorable y respetada anciana que lideraba la tribu pagana de los Banu Fazara en Wadi Al-Qura en tiempos de Mahoma. Era esposa de Malik ibn Hudhayfa ibn Badr al-Fazari. Fue asesinada por Zayd ibn Harithah que a las órdenes de Mahoma “puso una cuerda en sus dos piernas y a dos camellos y conduciéndolos hasta que la partieron en dos....”. Su cabeza decapitada fue más tarde exhibida por las calles de Medina.
Ibn Ishaq, el "primer biógrafo" de Mahoma escribe sobre ello:

El mensajero de Alá envió a Zayd a Wadi Qura, donde se encontró con los Banu Fazarah. Algunos de sus compañeros fueron asesinados, y Zayd fue llevado herido. Ward fue asesinado por los Banu Badr. Cuando Zayd regresó, juró que no lavaría su cabeza hasta que hubiera allanado Fazarah. Después de recuperarse, Mahoma le envió de nuevo al asentamiento Fazarah. Se encontró con ellos en Qura y les infligió víctimas y tomó prisionera a Umm Qirfah. También tomó prisioneros a la hija de Umm y a Abdallah bin Mas’adah. Zayd bin Harithah ordenó a Qays asesinar a Umm Qirfah, y él la asesinó cruelmente. Le ató cada una de las piernas con una cuerda y ató las cuerdas a dos camellos, y la dividieron en dos.
Tabari Vol 8: página 96